# Stanisław Groniecki

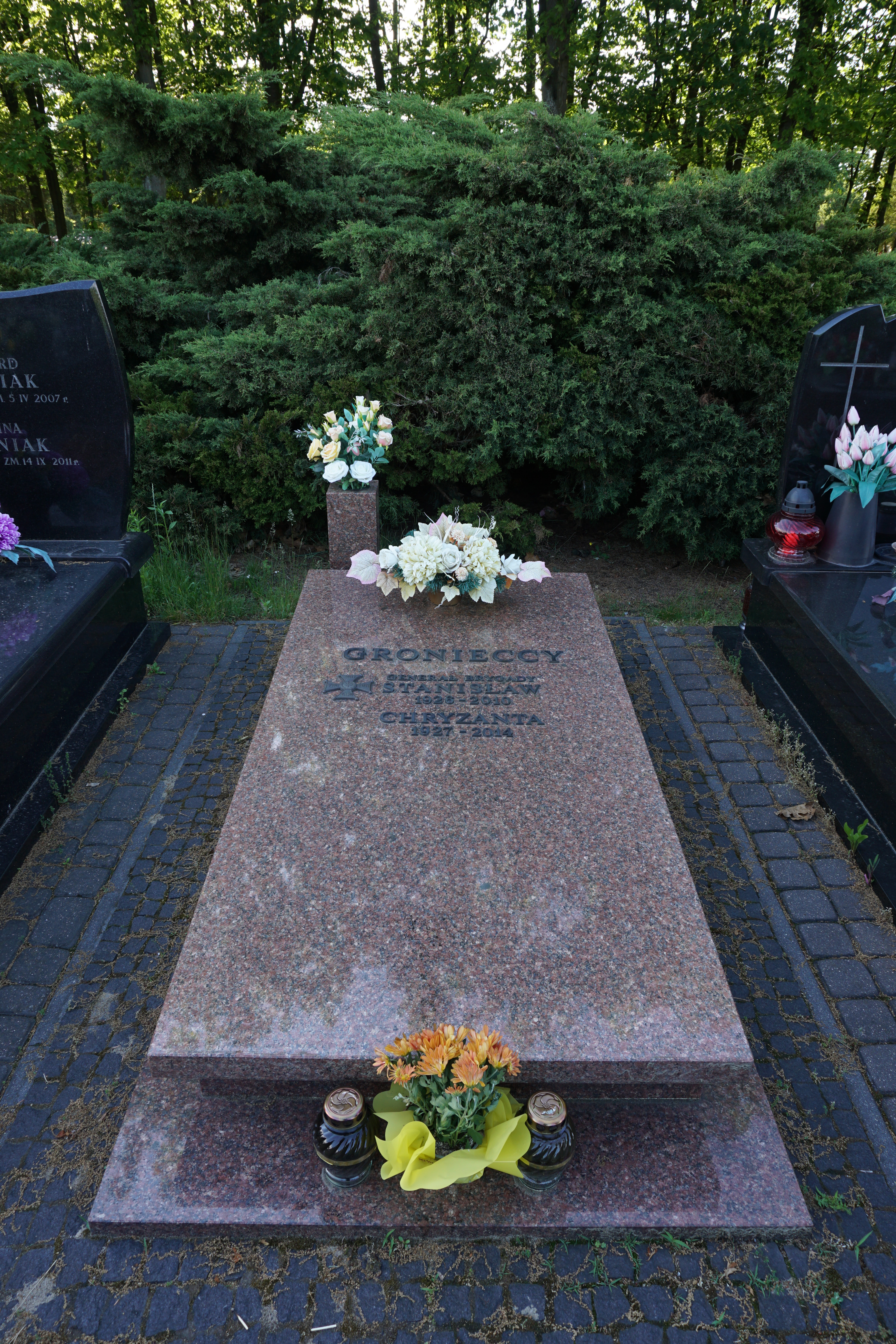
Grób Stanisława Gronieckiego na cmentarzu komunalnym Północnym

Stanisław Groniecki, vel Stanisław Gruniecki, pseudonimy „Jesion” i „Zenon” (ur. 1 stycznia 1926 w Wojsławicach, zm. 13 sierpnia 2010 w Warszawie) – generał brygady, funkcjonariusz Służby Bezpieczeństwa, kierownik Grupy Operacyjnej „Wisła” MSW w Moskwie.

## Życiorys
Syn Szczepana i Apolonii. W okresie okupacji walczył w oddziale partyzanckim AL Zygmunta Bieszczanina, pseudonim „Adam”, m.in. w obronie Skalbmierza i innych miejscowości w okresie tak zwanej „Republiki Pińczowskiej” (1944). Funkcjonariusz resortów bezpieczeństwa publicznego i spraw wewnętrznych, pełnił m.in. funkcje funkcjonariusza plutonu ochrony w WUBP w Rzeszowie (1944–1945), funkcjonariusza grupy operacyjnej, referenta, st. referenta, zastępcy szefa PUBP w Śremie (1945–1948), zastępcy szefa i szefa PUBP w Strzelcach (1948–1949), naczelnika w WUBP w Poznaniu (1949–1950), naczelnika w WUBP w Bydgoszczy (1950–1951), st. referenta, kierownika sekcji Departamentu III i VII MBP (1951–1955), zastępcy naczelnika wydziału w Departamencie I, wywiadu KdsBP (1955–1956), zastępcy naczelnika, naczelnika wydziału w Departamencie I, zastępcy dyrektora Departamentu II, kontrwywiadu oraz zastępcy szefa Służby Wywiadu i Kontrwywiadu MSW (1956–1990).
Pracownik rezydentury w NRD ps. „Jesion” (1956–1958), również p.o. jej kier. (1956–1957);  rezydent na placówce w Wiedniu ps. „Jesion”, oficjalnie jako attaché Poselstwa PRL (1958–); pracownik rezydentury w Kolonii ps. „Zenon”, oficjalnie jako zastępca szefa Polskiego Przedstawicielstwa Handlowego w Kolonii (Handelsvertretung) (1967–1971). W 1975 minister spraw wewnętrznych powierzył mu obowiązki zastępcy pełnomocnika ministra spraw wewnętrznych do spraw organizacji jednostek MO i SB województwa gdańskiego. W okresie 1 listopada 1977 do 30 listopada 1980 był kierownikiem Grupy Operacyjnej „Wisła” w Moskwie, przebywając na etacie niejawnym zastępcy dyrektora Departamentu II MSW, pod „przykryciem” zajmowania stanowiska radcy Ambasady PRL w Moskwie.
W 1973 delegowany służbowo do Czechosłowacji, w 1977 oraz 1985 do ZSRS, a w 1984 do Nikaragui.
Przebyte szkolenia: kurs w Centrum Wyszkolenia MBP w Legionowie, kurs zastępców szefów w Centralnej Szkole w Pamiątkowie.
W październiku 1985 na mocy uchwały Rady Państwa PRL awansowany do stopnia generała brygady Milicji Obywatelskiej. Akt nominacyjny wręczył mu w Belwederze 11 października 1985 przewodniczący Rady Państwa PRL prof. Henryk Jabłoński. We wrześniu 1987 na mocy uchwały Sekretariatu Komitetu Centralnego PZPR otrzymał Medal im. Ludwika Waryńskiego.
Zwolniony ze służby w dniu 5 marca 1990.
Pochowany 18 sierpnia 2010 na cmentarzu komunalnym Północnym w Wólce Węglowej w Warszawie.

## Odznaczenia
- Order Sztandaru Pracy I klasy (1984)[5]
- Złota Odznaka honorowa „Za Zasługi dla Warszawy” (1967)[6]